# Ромео и Джульетта (рок-опера)
«Роме́о и Джулье́тта» — рок-опера Владимира Калле по классическому сюжету Шекспира. Режиссёр и автор либретто — Владимир Подгородинский. Написана для Санкт-Петербургского театра «Рок-опера», впервые исполнена 14 ноября 2010 года в ДК Газа в Санкт-Петербурге.
В основу либретто положен перевод Бориса Пастернака, музыка написана петербургским композитором, заслуженным артистом РФ Владимиром Калле. Постановка в театре «Рок-опера» осуществлена совместно с Санкт-Петербургской государственной академией театрального искусства (СПбГАТИ), при финансовой поддержке Санкт-Петербургского комитета по культуре. В спектакле задействованы артисты театра и студенты курса «актёр театра „Рок-опера“» СПбГАТИ.
Авторы постановки:
- Режиссёр-постановщик — заслуженный деятель искусств РФ Владимир Подгородинский
- Хореограф — заслуженный деятель искусств РФ, лауреат Государственной премии РФ Сергей Грицай
- Художник-постановщик — Галина Корбут
- Художник по костюмам — Ирина Долгова.

По утверждению режиссёра, спектакль создавался под впечатлением известного фильма Франко Дзефирелли. В музыке отражены творческое наследие П. И. Чайковского и С. С. Прокофьева, неаполитанские музыкальные традиции. Перевод Пастернака выбран, как более подходящий для жанра рок-оперы. Сюжет пьесы Шекспира полностью сохранен, хотя спектакль достаточно сильно отличается от классических постановок трагедии Шекспира. По замыслу автора либретто, акценты в спектакле несколько смещены в сторону отражения конфликта отцов и детей. Смерть главных героев представлена как игра слепого, бессмысленного рока; в состав персонажей введены две богини рока Парки, довлеющий рок символизирует и пастор Лоренцо. Декорации просты и лаконичны, костюмы соответствуют исторической традиции.
На афишах жанр спектакля обозначен как «мюзикл».

## Действующие лица
Ромео, Джульетта, Меркуцио, Тибальт, Сеньор Капулетти, Сеньора Капулетти, Сеньор Монтекки, брат Лоренцо, послушник, Парки (богини рока), жители Вероны.